# C.J. Kelly
Christopher James Kelly, detto C.J. (Long Island City, 14 aprile 1998), è un cestista statunitense.